# Anthurium subtruncatum
Anthurium subtruncatum är en kallaväxtart som beskrevs av Luis Aloysius, Luigi Sodiro. Anthurium subtruncatum ingår i släktet Anthurium och familjen kallaväxter. Inga underarter finns listade.